# Bombylius fulvibasoides
Bombylius fulvibasoides är en tvåvingeart som beskrevs av Joseph Hannum Painter 1962. Bombylius fulvibasoides ingår i släktet Bombylius och familjen svävflugor. Inga underarter finns listade i Catalogue of Life.